# 单子 (哲学)
单子（英語：Monad）是一个哲学概念，指反映世界秩序的根本实体，从单子中可以推出物质的属性。单子的说法最早由毕达哥拉斯学派使用，指数列的第一个数字，从此开始可以引发一些数字。焦尔达诺·布鲁诺则提及了三种单子，即神、灵魂和原子。单子的概念后来得到莱布尼兹的推广。在莱布尼兹的形而上学体系中，单子是构成宇宙但没有空间外延的基本实体，因此是非物质的。每一个单子都是独特且无法消灭、保持动态且类似灵魂的一种存在。它的性质随对它的感知和欲望而有所变化。单子之间没有真正的因果关系，但所有单子都被神在预定的和谐中完美地协调。物质世界的客体仅仅是单子集合的表象。